# Bernardin Anquetil
Pour les articles homonymes, voir Anquetil.
Bernardin Anquetil, né le 17 février 1755 à Mandeville-en-Bessin, et mort le 8 juillet 1826 dans la même ville, est un poète satirique normand.

## Biographie
L’abbé Anquetil, comme il se faisait appeler sans pour autant être prêtre, devant ce surnom à son passage au séminaire de Bayeux, écrivit plusieurs pièces de vers manuscrites, dont la plus connue est écrite dans le dialecte propre au Bessin. 

## Œuvre
- La Partie de mer ou la Vengeance du matelot créancier. Pièce satirique en patois normand, Éd. Ch. Guerlin de Guer, Paris, H. Welter, 1903.

## Pour approfondir